# Parc national de Salla

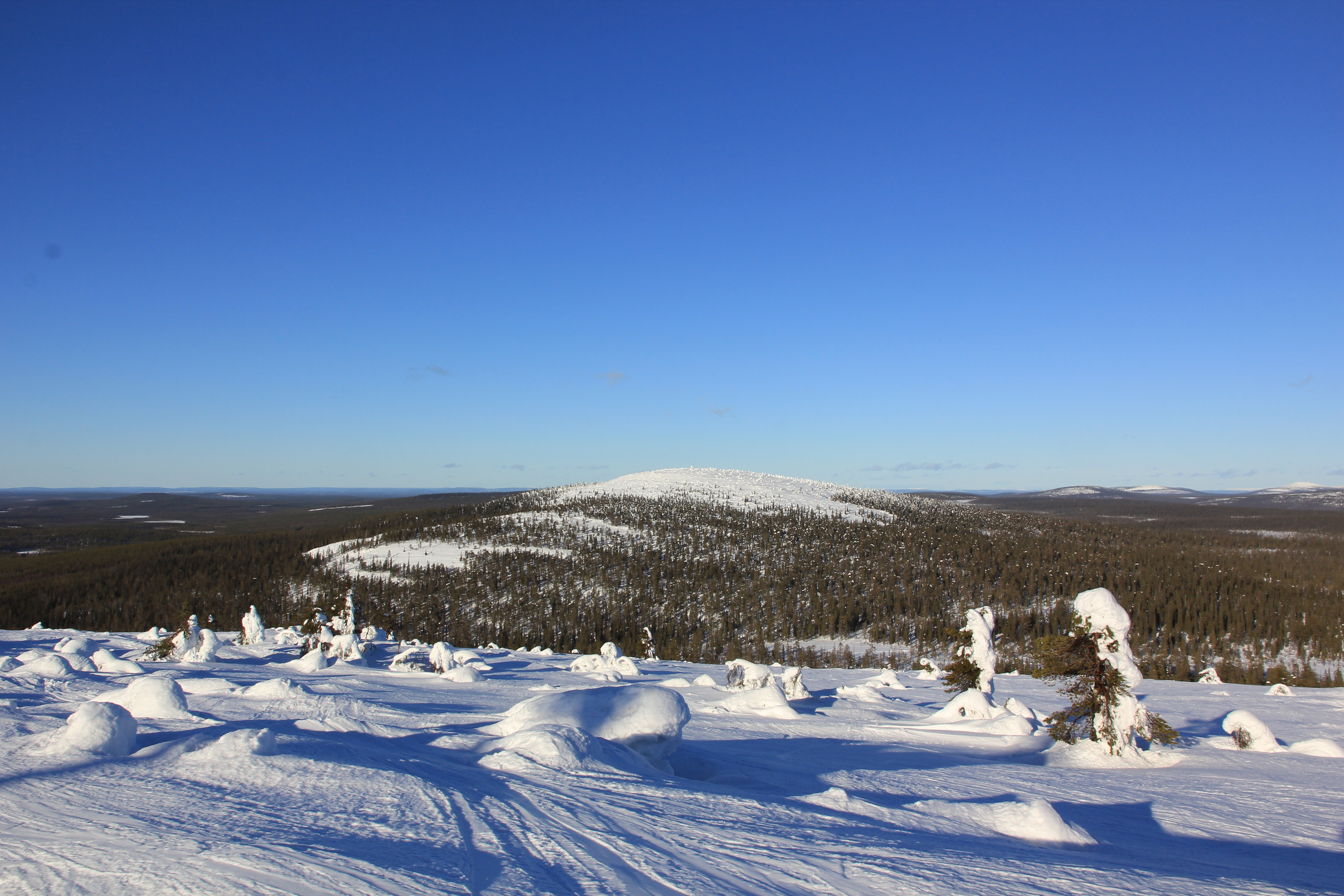
Iso Pyhätunturi vu de Pyhätunturi en mars.

Le parc national de Salla est un parc national finlandais situé dans la municipalité de Salla à l'est de la région de Laponie. Créé le 1er janvier 2022, il est le plus récent et le 41ème parc national finlandais, et couvre une superficie de 99,83 kilomètres carrés,,.
Le parc national se compose de forêts anciennes et de petites tourbières très représentatives, ainsi que de collines et de crêtes de forme glaciaire. La partie ouest du parc national est bordée par le centre touristique et de ski de Sallatunturi, la partie est par la frontière finno-russe. L'agglomération de Salla est à moins de 10 km au nord-ouest,,.

## Géographie et nature
La zone du parc national de Salla est surtout composée de forêts anciennes, de tourbières et de tourbières boisées très représentatives, de crêtes et de glissements de terrain formés par les glaciers et l'érosion. Iso Pyhätunturi et Pieni Pyhätunturi ou Sallatunturi ouvrent des vues sur le paysage montagneux environnant. À une altitude d'environ 300 à 400 m, à Kaunisharju poussent des forêts naturelles et des épinettes de plus de 200 ans. Le tombeau d'Aatsing, une impressionnante vallée de gorge jusqu'à 250 mètres de profondeur, ajoute des variations de hauteur à la région, avec des concentrations particulières d'espèces menacées au fond et sur les pentes. Les falaises rocheuses dolomitiques de Könkäänmaa, qui sont étroitement liées au tombeau d'Aatsinki, contiennent également des dépôts particulièrement importants d'espèces de mousses de falaises calcaires menacées dans tout le pays.

## Itinéraires et attractions
Il existe plusieurs itinéraires adaptés aux excursions d'une journée dans le parc national, et avec le réseau d'itinéraires à proximité, il est possible de faire des randonnées plus longues. Un sentier de randonnée FAQ à l'échelle nationale traverse le parc national. Il y a cinq abris et deux huttes dans le parc national de Salla. De plus, à proximité du parc national se trouvent plusieurs refuges, maisons et abris. Les structures de service et les routes existantes seront réhabilitées après la création du parc national, et une nouvelle maison sera construite. Début 2022, le parc national de Salla ne disposait pas encore d'un plan de gestion et d'utilisation.
Le point culminant du parc national est l'Iso Pyhätunturi avec 477 mètres de haut dans sa partie ouest, qui, avec le petit Pyhätunturi, qui ne fait pas partie du parc national, forme Sallatunturi. Au sommet d'Iso Pyhätunturi, il y a une tour d'observation et de belles vues sur le parc national, mais aussi plus loin des collines telles que Rukatunturi à Kuusamo (70 kilomètres au sud), Pyhätunturi à Pelkosenniemi (75 kilomètres au nord-ouest) et les vieux Sallatunturi et Rohmoiva sur la partie russe.
Situé au milieu du parc national, Pahaojankuru est une gorge escarpée le long du ruisseau Pahaoja. À l'extrémité sud du parc national se trouve l'étang sauvage de Kolmiloukkonen avec des cabanes sur les rives opposées. L'endroit est bien adapté aux familles car il est proche d'un parking. Dans la partie sud, il y a aussi la pinède Kaunisharju, qui se compose de deux crêtes consécutives le long de la route régionale 950, Hanhiharju et Kauniinhaudanharju.

## Établissement
La municipalité de Salla a déposé une initiative auprès du ministère de l' Environnement le 26 février 2019 pour clarifier les conditions de création du parc national de Salla et préparer sa création. Des initiatives ont été prises auprès du Ministère de l'environnement pour établir un parc national sur quatre autres sites également. Le ministère a préparé un rapport comparant les initiatives des parcs nationaux, qui a examiné les points forts des cinq candidats nommés selon des critères uniformes et a conclu avec le parc national de Salla dans son rapport achevé en novembre 2020. Selon l'étude, la zone de Sallatunturi remplit particulièrement bien les conditions fixées par la loi sur la conservation de la nature et les parcs nationaux de l'Union internationale pour la conservation de la nature (UICN). La zone proposée serait connectée au réseau russe d'aires protégées et compléterait la chaîne de parcs nationaux de la zone verte fennoscandienne.
La principale raison du choix de Salla comme parc national à créer sous le gouvernement de Sanna Marin a été de promouvoir la réalisation d'un parc national de nature sauvage éloigné de la Finlande encombrée sur des trajets à faible émission de carbone, principalement en transports en commun. La zone du parc national dispose d'une liaison ferroviaire depuis la zone métropolitaine d'Helsinki et l'aéroport d'Helsinki-Vantaa jusqu'à Kemijärvi et d'autres liaisons en bus vers les itinéraires de la zone touristique de Salla. Malgré son éloignement, le parc national de Salla est exceptionnellement bien accessible par les transports en commun par rapport aux parcs nationaux actuels de Finlande, en particulier ceux du nord du pays.
La zone présentée comme un parc national était déjà une destination relativement populaire pour la randonnée et les loisirs nature. En 2019, environ 57 000 visites ont été recensées dans la réserve naturelle de Sallatunturi. Selon ce chiffre, l'impact économique régional total était d'environ 5,2 millions d'euros et l'impact total sur l'emploi était d'environ 40 personnes. Les coûts d'établissement du parc national de Salla sont estimés par Metsähallitus à environ 4,5 millions d'euros.
La zone proposée comme parc national appartient en grande partie à la zone Aatsinki-Onkamo du réseau Natura 2000 de l'Union européenne. La réserve naturelle de Sallatunturi a été créée dans la zone Natura 2000 par un décret gouvernemental en 2017. Des parties de la région de Kaunisharju et d'Onkamojärvi font l'objet du programme de protection des forêts anciennes de la Finlande du Nord. Les marais du tombeau d'Aatsing, quant à eux, font partie d'une décision de principe adoptée par le gouvernement en 1981 sur un programme national de base pour la protection des tourbières.